# Reverie
『Reverie』（レヴェリー）は、ニュージーランドのインディーゲームスタジオRainbiteが開発したPlayStation Vita、PlayStation 4用アクションアドベンチャーゲーム。
Nintendo Switch、Microsoft Windows、PlayStation 5、Xbox One、Xbox Series X/S版は『Reverie: Sweet As Edition』のタイトルで発売されている。

## 概要
ニュージーランドの架空の島「トロミ島」（Toromi Island）に住む祖父母のもとを訪れた少年タイ（Tai）の夏休み中の冒険が描かれた作品。タイは島の各所にあるダンジョンを巡って内部の様々な謎解き要素を攻略し、島に異変を起こしている精霊たちの怒りを鎮めていく。本作の物語は、ポリネシア神話においてニュージーランドの北島を釣り針で釣り上げたという半神の英雄・マウイの伝説がベースとなっている。
ゲームの基本的な構造は任天堂の『ゼルダの伝説』シリーズの2D作品を基にしており、アートスタイルは『MOTHER2 ギーグの逆襲』と『ポケットモンスター』シリーズから影響を受けている。また、開発チームはニュージーランドの文化に対する認識を広めたいとの思いを抱いており、作品内では、キーウィなどニュージーランドに生息する鳥の羽を集める要素やオールブラックス（ラグビーニュージーランド代表）がカメオ出演する要素も含まれている。

## 主なアイテム
クリケットのバット
近接攻撃用の武器。
ヨーヨー
前方一定距離にヨーヨーを飛ばす。当たった敵は一定時間動けなくなる。障害物を貫通する。
ダーツ銃
長細い弾を発射する。発射回数には上限がある。
シャベル
フィールド上などに盛られた土を掘る。当たった敵は一定時間移動速度が遅くなる。
シュノーケル
水面を泳いだり水中に潜ったりすることができる。
可愛い岩
床のスイッチの上に置くと重しになる。クリケットのバットやダーツ銃で弾き飛ばすことができる。
タイはこの岩を「スティーブン」（Stephen）と名付けている。
ローラーシューズ
直線方向を素早く移動できる。
カフ
身につけると一定時間無敵になるマント。フィールド各所にある羽を全て集めるとタイの祖母から入手できる。